# Hugo Helsten
Hugo Alexander Helsten (15 settembre 1894 – 25 maggio 1978) è stato un ginnasta danese.

## Palmarès

### Olimpiadi
- 1 medaglia:
  - 1 oro (Anversa 1920 nel concorso libero a squadre)